# Alan Cameron

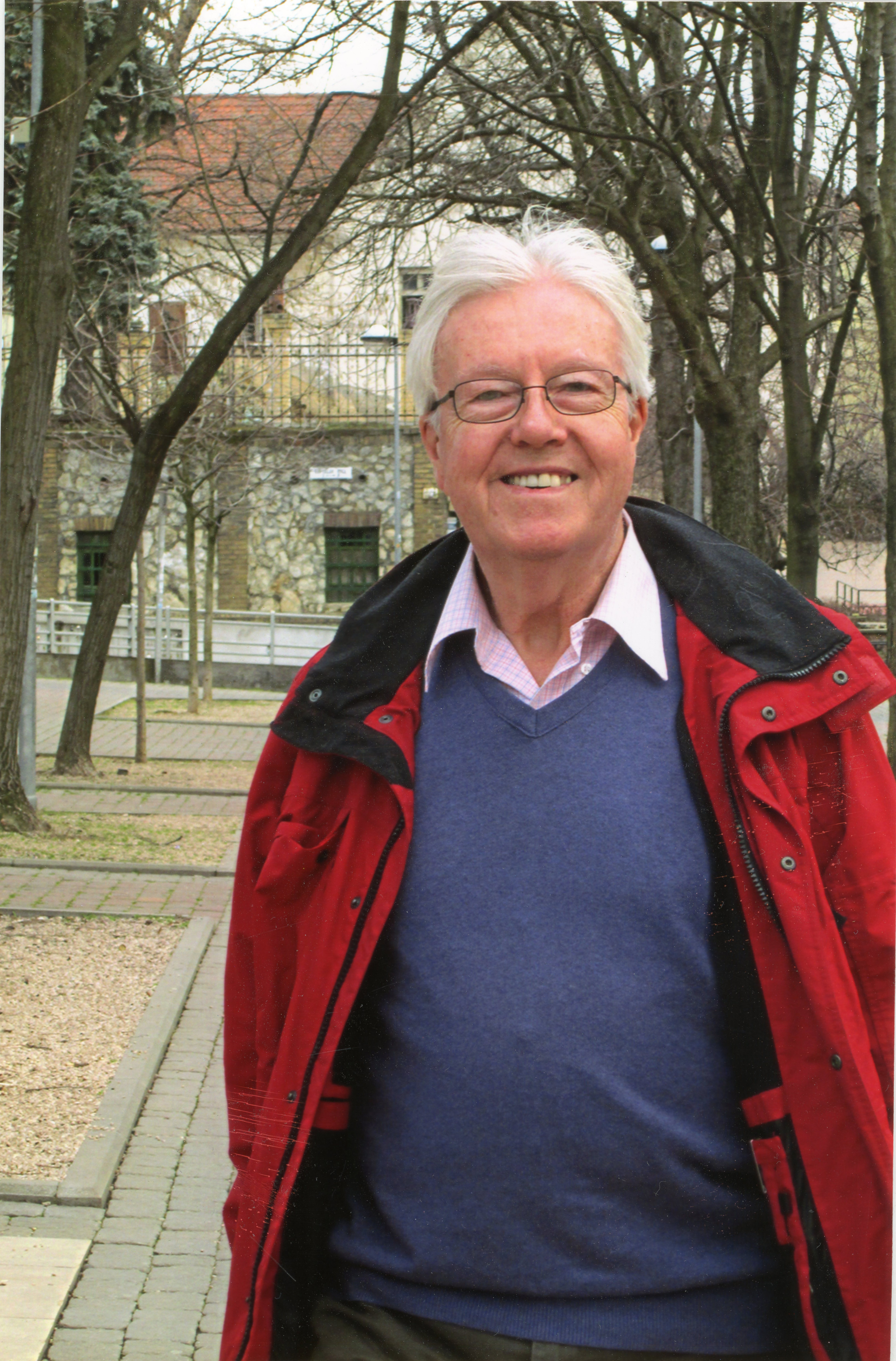
Alan Cameron, 2013

Alan Douglas Edward Cameron (13 maart 1938 – New York, 31 juli 2017) was een Brits classicus. Hij was de Charles Anthon hoogleraar Latijnse taal en letterkunde aan de Columbia-universiteit.
Cameron behaalde een BA aan de Universiteit van Oxford. In 1964 verkreeg hij zijn MA. Sinds ongeveer 1977 doceerde hij aan de Columbia University. In maart 1997 werd hij door de American Philological Association bekroond met het Goodwin-getuigschrift van Verdienste in de klassieke wetenschap.
Onder zijn boeken zijn:
- Claudian: Poetry and Propaganda at the Court of Honorius (1970)
- Porphyrius the Charioteer (1973)
- Circus Factions: Blues and Greens at Rome and Byzantium (1976)
- Barbarians and Politics at the Court of Arcadius (mei 1992) (met Jacqueline Long, assistent Professor of Classics, University of Texas in Austin)
- The Greek Anthology: From Meleager to Planudes (OUP 1993)
- Callimachus and his Critics (1995)
- Greek Mythography in the Roman World (OUP Sep 2004) (enthousiast besproken door T.P. Wiseman in the Times Literary Supplement,  13 mei 2005, blz 29)
- The Last Pagans of Rome (2011)

Professor Cameron overleed in 2017 op 79-jarige leeftijd aan de gevolgen van de ziekte ALS.